# Uranoscopus
Uranoscopus – rodzaj ryb z rodziny skaberowatych.

## Klasyfikacja
Gatunki zaliczane do tego rodzaju:
| - Uranoscopus affinis - Uranoscopus albesca - Uranoscopus archionema - Uranoscopus bauchotae - Uranoscopus bicinctus - Uranoscopus cadenati - Uranoscopus chinensis - Uranoscopus cognatus - Uranoscopus crassiceps - Uranoscopus dahlakensis - Uranoscopus dollfusi - Uranoscopus filibarbis | - Uranoscopus fuscomaculatus - Uranoscopus guttatus - Uranoscopus japonicus - Uranoscopus kaianus - Uranoscopus marisrubri - Uranoscopus marmoratus - Uranoscopus oligolepis - Uranoscopus polli - Uranoscopus rosette - Uranoscopus scaber – skaber - Uranoscopus sulphureus - Uranoscopus tosae |

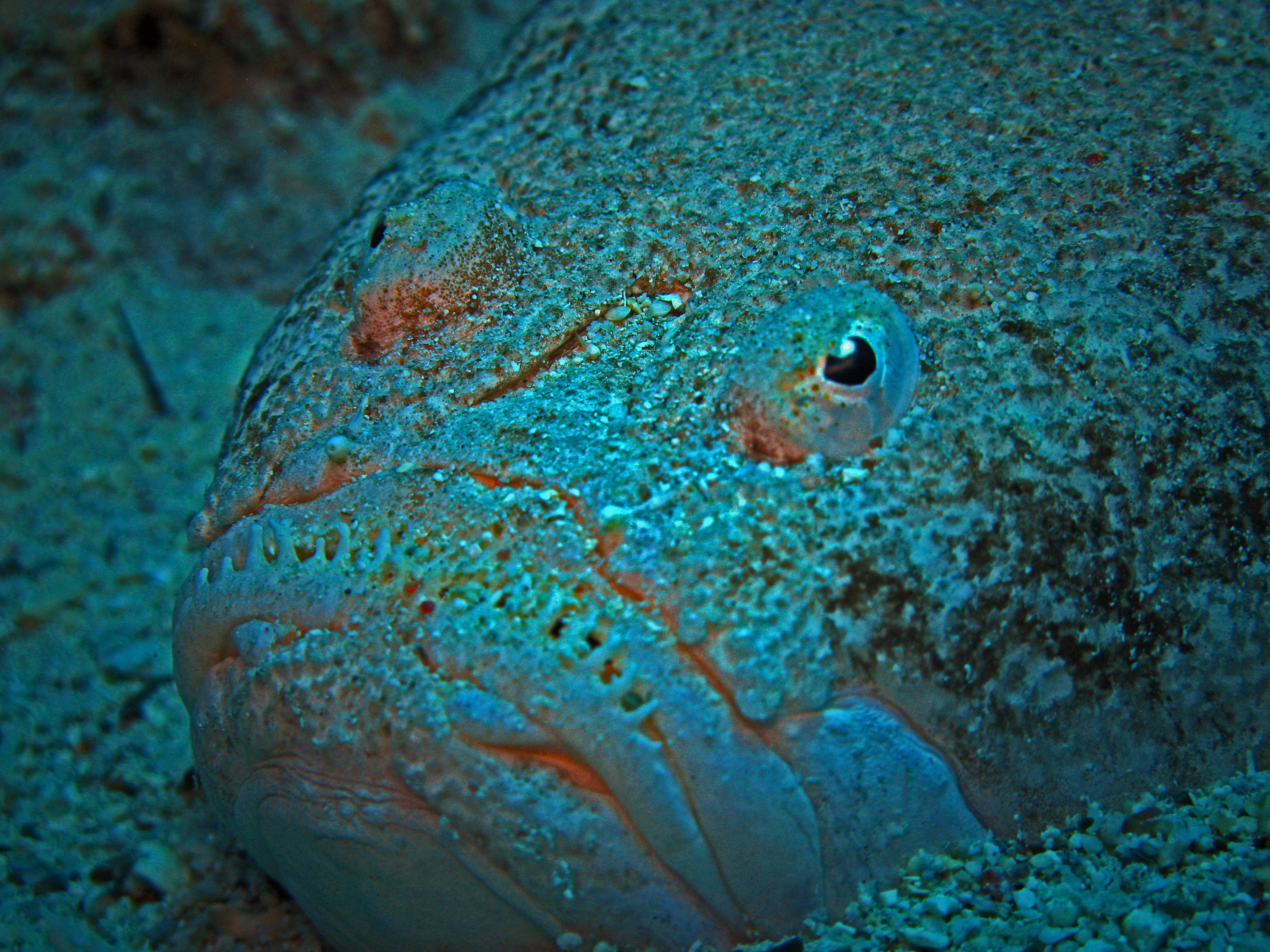
Uranoscopus dollfusi
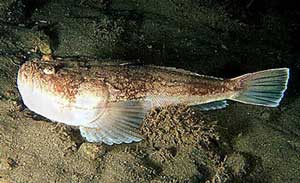
Uranoscopus scaber